# بورما في دورة الألعاب الآسيوية 1974
شَارَكَتْ ميانمار في دورة الألعاب الآسيوية 1974 التي عُقِدت في طهران في إيران بالفترة المُمتدَّة من 1 إلى 16 سبتمبر 1974. فاز رياضيو ميانمار إجمالًا ست ميداليات، بما في ذلك ميدالية ذهبية وَاحِدَة واحتلوا المركز الرابع عشر في جدول الميداليات.

## مَراجِع
1. ↑  "Overall medal standings – Tehran 1974". Olympic Council of Asia. ocasia.org. مؤرشف من الأصل في 2012-03-08. اطلع عليه بتاريخ 2011-06-24.